# Streptopelia semitorquata
La tórtola ojirroja o tórtola de ojos rojos (Streptopelia semitorquata) es una especie de ave columbiforme de la familia Columbidae propia del África subsahariana y el suroeste de Arabia.  

## Descripción

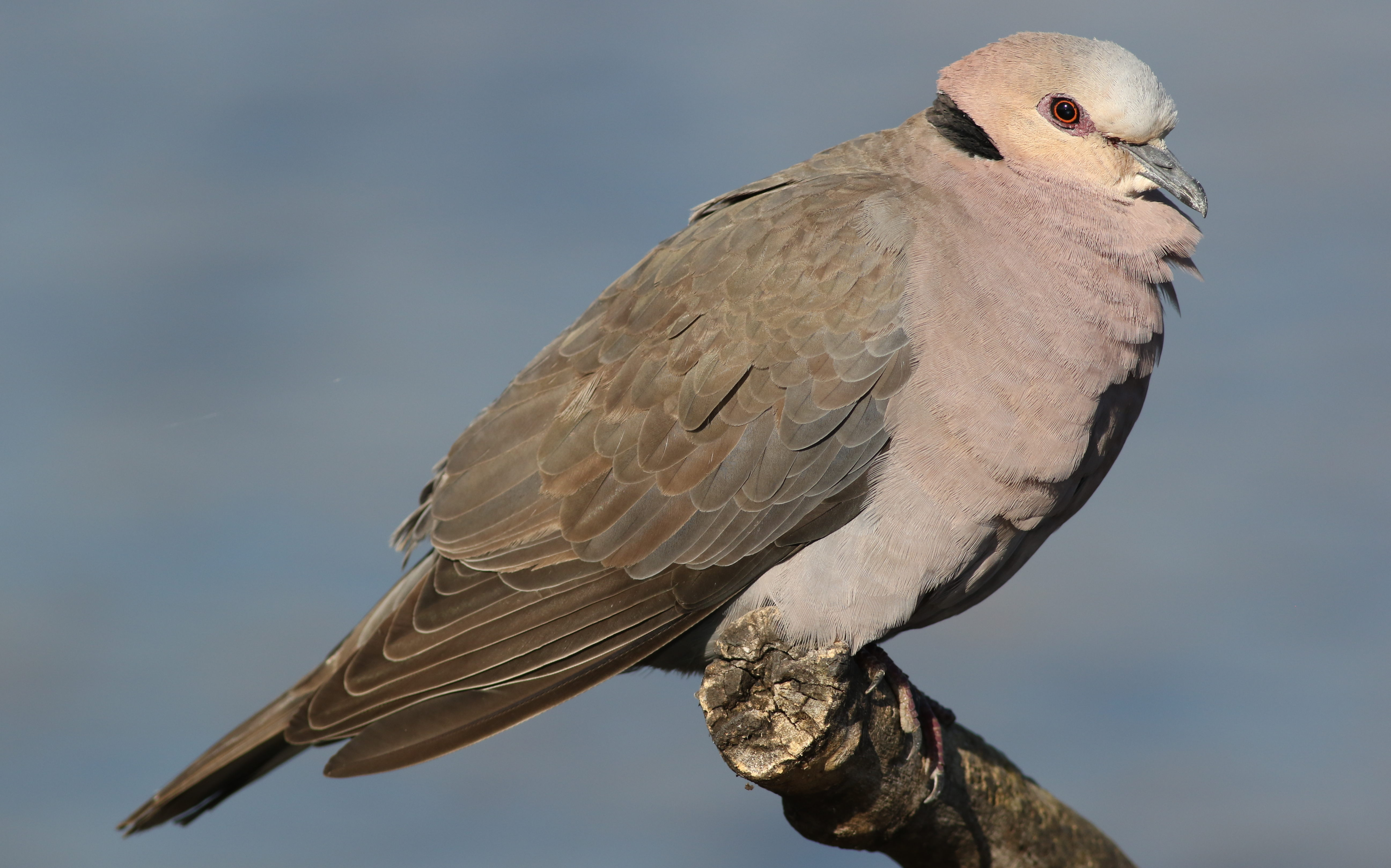
Adulto en Sudáfrica.

La tórtola ojirroja es una tórtola bastante grande y robusta, que mide una media de 30 cm de largo. Su espalda, alas y cola son de color pardo grisáceo. Su cabeza y partes inferiores son de color rosado vinoso, con tonos blanquecinos en la frente y el rostro. Presenta una lista negra que rodea la parte posterior y los laterales del cuello, que puede tener un fino borde blanco. Y las plumas de su cola tienen la punta blanquecina en la parte inferior. Como indica su nombre, el iris de sus ojos es rojo, y también son rojizos su anillo ocular y sus patas, mientras que su pico es negruzco.
Ambos sexos tienen un aspecto similar, pero los juveniles son de tonos más apagados, y presentan un patrón escamado en su plumaje.

## Distribución y hábitat
Se encuentra en la mayor parte del África subsahariana, excepto en las zonas desérticas. Es una especie común, si no abundante en la mayoría de los hábitats africanos. Suelen encontrarse cerca en los bosques y sabanas cerca de los ríos. También vive en el extremo suroccidental de Arabia.

## Comportamiento
Como las demás especies del género, no son particularmente gregarias y suelen alimentarse en solitario o por parejas. Las tórtolas ojirrojas se alimentan de semillas y materia vegetal que suelen buscar en el suelo. Su vuelo es rápido con aleteos regulares con alguno más fuerte ocasionalmente como es característico de las palomas en general.
Esta especie construye un nido de palitos donde la hembra pone dos o tres huevos blancos en cada puesta. 